# Le fate a metà e il segreto di Arla
Le fate a metà e il segreto di Arla è un romanzo per ragazzi (da 7 anni in su) di Benedetta Parodi, pubblicato il 22 maggio 2013 da Rizzoli.

## Trama
Bianca e Viola sono due gemelle che conducono una vita normale, fino a che una notte sono svegliate dalla civetta Allister, che chiede il loro aiuto per salvare la fata Lunetta e tutti gli altri abitanti dei "boschi incantati".
L'avventura pare subito molto complicata, ma il misterioso libro di ricette magiche ritrovato da Bianca e Viola avrà un ruolo molto importante nella storia.

## Edizioni
- Benedetta Parodi, Le fate a metà e il segreto di Arla, Milano, Rizzoli, 2013, ISBN 978-88-17-06595-5.